# Diary of a Sinner: 1st Entry
Diary of a Sinner: 1st Entry es el álbum debut del rapero Petey Pablo, el cual salió a la venta el 6 de noviembre del 2001, llegando a la posición #13 en las listas de Estados Unidos, vendiendo 103.000 copias solo en su primera semana. Finalmente fue certificado como disco de oro. Tres singles fueron lanzado para promocionar el álbum: "Raise Up", "I" y "I Told Y'all". Solamente el rapero neoyorquino Tre Williams colabora en el álbum.

## Lista de canciones
| #  | Título                        | Productor                   | Colaborador  | Duración |
| -- | ----------------------------- | --------------------------- | ------------ | -------- |
| 1  | "Intro"                       |                             |              | 1:21     |
| 2  | "Petey Pablo"                 | Petey Pablo                 |              | 3:05     |
| 3  | "Raise Up"                    | Timbaland                   |              | 4:39     |
| 4  | "I"                           | Huck-A-Buck                 |              | 4:48     |
| 5  | "I Told Y'all"                | Eric Sadler                 |              | 4:16     |
| 6  | "La Di Da Da Da"              | Buddah                      |              | 3:33     |
| 7  | "Didn't I"                    | Petey Pablo                 |              | 4:49     |
| 8  | "Funroom"                     | Timbaland & Chuckie Madness |              | 3:59     |
| 9  | "Y'all Ain't Ready (Come On)" | Shamello                    |              | 3:23     |
| 10 | "Do Dat"                      | Abnes Dubose                |              | 4:22     |
| 11 | "Live Debaco"                 | Abnes Dubose                |              | 3:09     |
| 12 | "919"                         | Punch                       |              | 4:01     |
| 13 | "Fool for Love"               | Chuckie Madness             |              | 5:29     |
| 14 | "Test of My Faith"            | Petey Pablo                 |              | 4:14     |
| 15 | "Truth About Me"              | Petey Pablo                 |              | 4:23     |
| 16 | "Diary of a Sinner"           | Timbaland                   | Tre Williams | 4:25     |
| 17 | "My Testimony"                |                             |              | 2:46     |
| 18 | "Raise Up (All Cities Remix)" | Timbaland & Petey Pablo     |              | 3:57     |

## En las listas
| Nombre                 | Posición |
| ---------------------- | -------- |
| Billboard 200          | # 13     |
| Top R&B/Hip-Hop Albums | # 7      |

## Singles

### «Raise Up»
| Lista                            | Posición |
| -------------------------------- | -------- |
| Billboard Hot 100                | 25       |
| Hot Rap Tracks                   | 1        |
| U.S. Billboard Pop 100           | —        |
| Hot R&B/Hip-hop Singles & Tracks | 9        |

### «I»
| Lista                                | Posición |
| ------------------------------------ | -------- |
| U.S. Billboard Hot 100               | —        |
| UK Singles Track                     | 51       |
| U.S. Billboard Hot R&B/Hip-Hop Songs | 62       |
| US Rap                               | —        |

### «I Told Y'all»
| Lista                            | Posición |
| -------------------------------- | -------- |
| Billboard Hot 100                | 94       |
| Hot Rap Tracks                   | —        |
| U.S. Billboard Pop 100           | —        |
| Hot R&B/Hip-hop Singles & Tracks | 55       |

## Recibimiento
El debut de Pablo en la escena musical fue recibido positivamente por los críticos. La revista Rolling Stone le concedió tres estrellas y media (sobre 5). El crítico Robert Christgau le concedió dos estrellas (sobre 4), llegando al consenso de que: "pese a una atronadora presentación [Petey Pablo] tiene cualidades liricas". El periódico USA Today le concedió tres estrellas (sobre 4). Y las reconocidas webs HipHopDX y RapReviews le concedieron también reseñas positivas.